# إيفر أويسيس
إيفر أويسيس (بالإنجليزية: Ever Oasis)‏ (باليابانية: エヴァーオアシス)، هي لعبة فيديو إلكترونية من نوع تقمص الأدوار وأكشن، صدرت اللعبة يوم 13 يوليو 2017م، وتعمل فقط على نظام التشغيل نينتندو 3دي أس المحمولة.